# Dinu Lipatti
Dinu Lipatti (19 de março de 1917, Bucareste – 2 de dezembro de 1950, Genebra) foi um pianista e compositor romeno de música clássica, cuja carreira foi tragicamente encurtada pela sua morte causada pelo linfoma de Hodgkin, aos 33 anos de idade.de 1933

## Biografia
Constantin Lipatti (desde a infância chamado pelo diminutivo "Dinu") nasceu em Bucareste numa família de músicos. A sua mãe era pianista e o seu pai, um violinista que havia estudado com Pablo de Sarasate e Carl Flesch,. O batismo de Dinu não ocorreu logo após o seu nascimento, algo que era habitual, mas quando a família se decidiu em batizá-lo, o violinista e compositor George Enescu concordou em ser seu padrinho. Lipatti desempenhou um minueto de Mozart no seu próprio batizado.
Estudou o Segundo Grau na Gheorghe Lazăr, enquanto estudava piano e composição com Mihail Jora, durante três anos. Frequentou o Conservatório de Bucareste, onde teve como professora Florica Musicescu, que também o lecionou aulas particulares. Em junho de 1930, aos treze anos de idade, e juntamente com os melhores alunos do Conservatório, deu um concerto na Ópera Nacional de Bucareste. Dinu Lipatti recebeu uma enorme ovação pelo seu desempenho do Concerto para Piano em Lá menor de Grieg. Em 1932, ele ganhou vários prémios pelas suas composições: a Sonatina para Piano, e uma Sonatina para Violino e Piano. Naquele ano, também ganhou um Grande Prémio pela sua suíte sinfónica Les Tziganes.
Em 1933, entrou na Competição Internacional de Piano de Viena, mas terminou em segundo lugar, atrás do pianista polaco Bolesław Kon (1906-1936), que alguns dizem ter sido um resultado controverso. Alfred Cortot, julgava que Lipatti deveria ter ganhado e como tal, sob forma de protesto, demitiu-se do júri.  Subsequentemente Lipatti estudou em Paris com Cortot, Nadia Boulanger (com quem gravou as Valsas Op. 39 de Brahms), Paul Dukas (composição) e Charles Munch (maestro). Aos dezoito anos, Lipatti deu o seu recital de estreia em Paris, na École Normale. Em 17 de Maio de 1935, três dias antes do concerto, o seu amigo e professor Paul Dukas morreu, e em sua memória Lipatti abriu seu programa com a cantata Jesus, bleibet meine Freude de J.S. Bach, na transcrição de Myra Hess. Esta foi a primeira peça em que ele se apresentou publicamente como um pianista adulto.
A carreira de Lipatti foi interrompida pela Segunda Guerra Mundial. Embora ele tivesse dado concertos em todo os territórios ocupados pelos nazistas, com o início da Segunda Guerra Mundial, acabou por fugir do seu país natal com a sua companheira e colega pianista, Madeleine Cantacuzene, acabando por se fixar em Genebra, Suíça, onde aceitou o cargo de professor de piano no Conservatório de Genebra. Foi nessa época que os primeiros sinais de sua doença surgiram. No início, os médicos estavam confusos, mas em 1947 ele foi diagnosticado com a doença de Hodgkin.
Ele e Madeleine casaram em 1947, mas a saúde de Lipatti continuou a diminuir. Como resultado, as suas performances públicas tornaram-se consideravelmente menos frequentes após o final da Segunda Guerra Mundial. O seu nível de energia melhorou por algum tempo devido às injeções de cortisona, então experimentais. Por conta dessa medicação, a sua colaboração com o produtor Walter Legge entre 1947 e 1950 resultou na maioria das gravações de Lipatti.

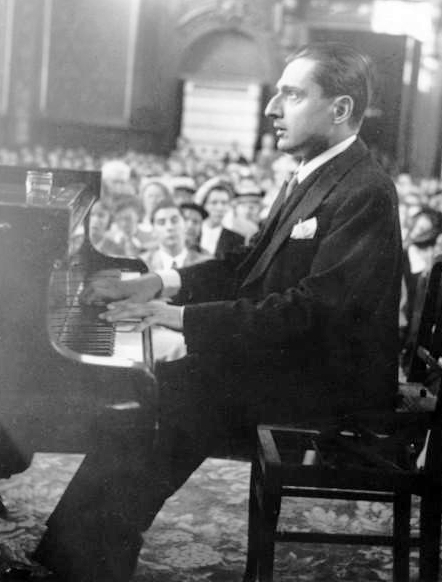
Último concerto de Lipatti em Besançon em 16 de setembro de 1950.

Lipatti deu o seu último concerto a 16 de setembro de 1950 no Festival de Besançon, na França. Apesar da doença grave e febre alta, a sua performance foi excelente, no qual tocou a Partita No. 1 em B bemol maior de J.S. Bach, a Sonata em Lá menor, K. 310, de Mozart, os Improvisos em Sol bemol maior e em Mi bemol maior, Op. 90, de Schubert, e treze das catorze valsas de Chopin, as quais tocou na sua própria ordem integral. Na última, No. 2 em Lá bemol, ele sentiu que estava demasiado exausto para tocar e ele acabou por interpretar a cantata de J.S.Bach, Jesus, bleibet meine Freude, a peça com a qual ele tinha começado a sua carreira profissional apenas quinze anos antes.
Dinu Lipatti morreu em pouco menos de três meses após o referido concerto, em Genebra, aos 33 anos, causado por um abcesso que se rompeu em seu pulmão. Lipatti está enterrado no cemitério de Chêne-Bourg ao lado da sua esposa Madeleine (1915-1982).[carece de fontes?]